# Futebol nos Jogos Olímpicos de Verão de 2004 - Masculino
O torneio masculino de futebol nos Jogos Olímpicos de Verão de 2004 foi disputado entre 11 e 28 de agosto.
A Argentina conquistou pela primeira vez a medalha de ouro ao vencer o Paraguai na final. A festa argentina em solo grego foi completa, já que foi de longe a melhor seleção do torneio e tendo Tevez como artilheiro da competição com oito gols e grande destaque da equipe. Os argentinos venceram os seis jogos que disputaram e a superioridade foi tamanha que sequer sofreram gol, além de terem feito 17.

## Medalhistas
|  | ARG Argentina |  | PAR Paraguai |  | ITA Itália |
|  | Germán Lux Wilfredo Caballero Roberto Ayala Fabricio Coloccini Gabriel Heinze Clemente Rodríguez Leandro Fernández Javier Mascherano Cristian González Andrés D'Alessandro Lucho González Nicolás Medina César Delgado Carlos Tévez Mauro Rosales Javier Saviola Mariano González Luciano Figueroa |  | Rodrigo Romero Emilio Martínez Julio César Manzur Carlos Gamarra José Devaca Celso Esquivel Pablo Giménez Edgar Barreto Fredy Bareiro Diego Figueredo Aureliano Torres Pedro Benítez Julio César Enciso Julio González Ernesto Cristaldo Osvaldo Díaz José Cardozo Diego Barreto |  | Ivan Pelizzoli Marco Amelia Emiliano Moretti Matteo Ferrari Andrea Barzagli Cesare Bovo Giorgio Chiellini Daniele Bonera Giampiero Pinzi Angelo Palombo Andrea Pirlo Daniele de Rossi Marco Donadel Alberto Gilardino Simone del Nero Giuseppe Sculli Andrea Gasbarroni Giandomenico Mesto |

## Equipes qualificadas
| Ásia - Iraque - Japão - Coreia do Sul América do Norte, Central e Caribe - Costa Rica - México América do Sul - Argentina - Paraguai | África - Gana - Mali - Marrocos - Tunísia Europa - Itália - Sérvia e Montenegro - Portugal - Grécia (país-sede) Oceania - Austrália |

## Arbitragem
| Árbitros                   | Assistentes                                              |
| AFC                        | AFC                                                      |
| -------------------------- | -------------------------------------------------------- |
| MAS Subkhiddin Mohd Salleh | CHN Tiejun Liu VIE The Toan Truong IRN Ali Khosravi [Ar] |
| CAF                        |                                                          |
| CMR Divine Evehe           | CMR Patrice Doda CMR Jean Marie Zogo                     |
| EGY Essam Abd El Fatah     | EGY Waleed Ibrahim                                       |
| CONCACAF                   |                                                          |
| MEX Benito Archundia       | USA Chris Strickland CAN Hector Vergara                  |
| GUA Carlos Batres          | HON Carlos Pastana                                       |
| OFC                        |                                                          |
| TAH Charles Ariiotima      | VAN Tony Meltetamat COK Michel Mouari                    |

| Árbitros                  | Assistentes                                                 |
| CONMEBOL                  | CONMEBOL                                                    |
| ------------------------- | ----------------------------------------------------------- |
| URU Jorge Larrionda       | ARG Dario Garcia BOL Arol Valda                             |
| PAR Carlos Torres         | PAR Amelio Andino PER Winston Reategui                      |
| ARG Horacio Elizondo [Ar] |                                                             |
| UEFA                      |                                                             |
| GRE Kyros Vassaras        | ENG Philip Sharp SCO Martin Cryans                          |
| DEN Claus Bo Larsen       | BLR Yury Dupanov RUS Nikolay Golubev                        |
| FRA Éric Poulat           | GRE Athanassios Briakos GRE George Kasnaferis               |
| ITA Massimo de Santis     | ITA Alessandro Griselli [Ar] GRE Christoforos Zografos [Ar] |

- Ar ^  Árbitro reserva

## Primeira fase

### Grupo A
| Time          | Pts | J | V | E | D | GP | GC | SG |
| ------------- | --- | - | - | - | - | -- | -- | -- |
| Mali          | 5   | 3 | 1 | 2 | 0 | 5  | 3  | +2 |
| Coreia do Sul | 5   | 3 | 1 | 2 | 0 | 6  | 5  | +1 |
| México        | 4   | 3 | 1 | 1 | 1 | 3  | 3  | 0  |
| Grécia        | 1   | 3 | 0 | 1 | 2 | 4  | 7  | –3 |

| 11 de agosto de 2004 | Grécia                           | 2 – 2     | Coreia do Sul                        | Estádio Kaftanzoglio, Tessalônica            |
| 20:30                | Taralidis 78' · Papadopoulos 82' | Relatório | Kim Dong-jin 43' · Vyntra 64' (g.c.) | Público: 25,152 Árbitro: URU Jorge Larrionda |

| 11 de agosto de 2004 | Mali | 0 – 0     | México | Estádio Panthessaliko, Vólos                        |
| 20:30                |      | Relatório |        | Público: 10,104 Árbitro: MAS Subkhiddin Mohd Salleh |

| 14 de agosto de 2004 | Coreia do Sul    | 1 – 0     | México | Estádio Karaiskákis, Pireu                   |
| 20:30                | Kim Jung-woo 15' | Relatório |        | Público: 14,026 Árbitro: DEN Claus Bo Larsen |

| 14 de agosto de 2004 | Grécia | 0 – 2     | Mali                    | Estádio Kaftanzoglio, Tessalônica          |
| 20:30                |        | Relatório | Berthe 2' · N'Diaye 45' | Público: 17,123 Árbitro: PAR Carlos Torres |

| 17 de agosto de 2004 | Coreia do Sul                              | 3 – 3     | Mali                 | Estádio Kaftanzoglio, Tessalônica       |
| 20:30                | Cho Jae-jin 57', 59' · Tamboura 64' (g.c.) | Relatório | N'Diaye 7', 24', 55' | Público: 3,320 Árbitro: FRA Éric Poulat |

| 17 de agosto de 2004 | Grécia                        | 2 – 3     | México                       | Estádio Panthessaliko, Vólos              |
| 20:30                | Taralidis 82' · Stoltidis 90' | Relatório | Márquez 47' · Bravo 70', 86' | Público: 21,597 Árbitro: CMR Divine Eheve |

### Grupo B
| Time     | Pts | J | V | E | D | GP | GC | SG |
| -------- | --- | - | - | - | - | -- | -- | -- |
| Paraguai | 6   | 3 | 2 | 0 | 1 | 6  | 5  | +1 |
| Itália   | 4   | 3 | 1 | 1 | 1 | 5  | 5  | 0  |
| Gana     | 4   | 3 | 1 | 1 | 1 | 4  | 4  | 0  |
| Japão    | 3   | 3 | 1 | 0 | 2 | 6  | 7  | –1 |

| 12 de agosto de 2004 | Paraguai                                   | 4 – 3     | Japão                                | Estádio Kaftanzoglio, Tessalônica              |
| 20:30                | Giménez 5' · Cardozo 26', 37' · Torres 62' | Relatório | Ono 22' (pen), 53' (pen) · Okubo 81' | Público: 5,318 Árbitro: EGY Essam Abd El Fatah |

| 12 de agosto de 2004 | Gana                      | 2 – 2     | Itália                    | Estádio Panthessaliko, Vólos                 |
| 20:30                | Pappoe 36' · Appiah 45+1' | Relatório | Pinzi 49' · Gilardino 83' | Público: 7,012 Árbitro: ARG Horacio Elizondo |

| 15 de agosto de 2004 | Paraguai    | 1 – 2     | Gana                   | Estádio Kaftanzoglio, Tessalônica            |
| 20:30                | Gamarra 76' | Relatório | Tiero 81' · Appiah 84' | Público: 1,119 Árbitro: MEX Benito Archundia |

| 15 de agosto de 2004 | Japão                     | 2 – 3     | Itália                          | Estádio Panthessaliko, Vólos                |
| 20:30                | Abe 21' · Takamatsu 90+1' | Relatório | De Rossi 3' · Gilardino 8', 36' | Público: 9,487 Árbitro: URU Jorge Larrionda |

| 18 de agosto de 2004 | Paraguai    | 1 – 0     | Itália | Estádio Karaiskákis, Pireu                   |
| 20:30                | Bareiro 14' | Relatório |        | Público: 24,160 Árbitro: DEN Claus Bo Larsen |

| 18 de agosto de 2004 | Japão     | 1 – 0     | Gana | Estádio Panthessaliko, Vólos               |
| 20:30                | Okubo 37' | Relatório |      | Público: 6,813 Árbitro: GRE Kyros Vassaras |

### Grupo C
| Time                | Pts | J | V | E | D | GP | GC | SG  |
| ------------------- | --- | - | - | - | - | -- | -- | --- |
| Argentina           | 9   | 3 | 3 | 0 | 0 | 9  | 0  | +9  |
| Austrália           | 4   | 3 | 1 | 1 | 1 | 6  | 3  | +3  |
| Tunísia             | 4   | 3 | 1 | 1 | 1 | 4  | 5  | –1  |
| Sérvia e Montenegro | 0   | 3 | 0 | 0 | 3 | 3  | 14 | –11 |

| 11 de agosto de 2004 | Tunísia     | 1 – 1     | Austrália  | Estádio Pankritio, Heraclião                |
| 20:30                | Zitouni 69' | Relatório | Aloisi 45' | Público: 15,757 Árbitro: GRE Kyros Vassaras |

| 11 de agosto de 2004 | Argentina                                                                 | 6 – 0     | Sérvia e Montenegro | Estádio Pampeloponnisiako, Patras          |
| 20:30                | Delgado 11' · K. González 17' · Tévez 42', 43' · Heinze 74' · Rosales 77' | Relatório |                     | Público: 14,657 Árbitro: GUA Carlos Batres |

| 14 de agosto de 2004 | Sérvia e Montenegro | 1 – 5     | Austrália                                        | Estádio Pankritio, Heraclião                       |
| 20:30                | Radonjić 72'        | Relatório | Cahill 11' · Aloisi 45+1', 57' · Elrich 60', 86' | Público: 8,857 Árbitro: MAS Subkhiddin Mohd Salleh |

| 14 de agosto de 2004 | Argentina               | 2 – 0     | Tunísia | Estádio Pampeloponnisiako, Patras       |
| 20:30                | Tévez 39' · Saviola 72' | Relatório |         | Público: 5,112 Árbitro: FRA Éric Poulat |

| 17 de agosto de 2004 | Argentina       | 1 – 0     | Austrália | Estádio Karaiskákis, Pireu                      |
| 20:30                | D'Alessandro 9' | Relatório |           | Público: 26,338 Árbitro: EGY Essam Abd El Fatah |

| 17 de agosto de 2004 | Sérvia e Montenegro       | 2 – 3     | Tunísia                                      | Estádio Pampeloponnisiako, Patras             |
| 20:30                | Krasić 70' · Vukčević 87' | Relatório | Clayton 41' · Jedidi 83' (pen) · Zitouni 89' | Público: 7,214 Árbitro: TAH Charles Ariiotima |

### Grupo D
| Time       | Pts | J | V | E | D | GP | GC | SG |
| ---------- | --- | - | - | - | - | -- | -- | -- |
| Iraque     | 6   | 3 | 2 | 0 | 1 | 7  | 4  | +3 |
| Costa Rica | 4   | 3 | 1 | 1 | 1 | 4  | 4  | 0  |
| Marrocos   | 4   | 3 | 1 | 1 | 1 | 3  | 3  | 0  |
| Portugal   | 3   | 3 | 1 | 0 | 2 | 6  | 9  | –3 |

| 12 de agosto de 2004 | Costa Rica | 0 – 0     | Marrocos | Estádio Pankritio, Heraclião                  |
| 20:30                |            | Relatório |          | Público: 3,212 Árbitro: ITA Massimo De Santis |

| 12 de agosto de 2004 | Iraque                                                           | 4 – 2     | Portugal                        | Estádio Pampeloponnisiako, Patras        |
| 20:30                | E. Mohammed 16' · H. Mohammed 29' · Y. Mahmoud 56' · Sadir 90+3' | Relatório | Jabar 13' (g.c.) · Bosingwa 45' | Público: 5,689 Árbitro: CMR Divine Evehe |

| 15 de agosto de 2004 | Costa Rica | 0 – 2     | Iraque                      | Estádio Karaiskákis, Pireu                     |
| 20:30                |            | Relatório | H. Mohammed 67' · Karim 72' | Público: 12,150 Árbitro: TAH Charles Ariiotima |

| 15 de agosto de 2004 | Marrocos   | 1 – 2     | Portugal                                  | Estádio Pankritio, Heraclião              |
| 20:30                | Bouden 85' | Relatório | Cristiano Ronaldo 40' · Ricardo Costa 73' | Público: 7,581 Árbitro: GUA Carlos Batres |

| 18 de agosto de 2004 | Costa Rica                                                              | 4 – 2     | Portugal                             | Estádio Pankritio, Heraclião               |
| 20:30                | Villalobos 50' · Fernando Meira 68' (g.c.) · Saborío 71' · Brenes 90+1' | Relatório | Hugo Almeida 29' · Jorge Ribeiro 54' | Público: 11,218 Árbitro: PAR Carlos Torres |

| 18 de agosto de 2004 | Marrocos                     | 2 – 1     | Iraque    | Estádio Pampeloponnisiako, Patras            |
| 20:30                | Bouden 69' (pen) · Aqqal 77' | Relatório | Sadir 63' | Público: 4,019 Árbitro: ARG Horacio Elizondo |

## Fase final
|  | Quartas de final         | Quartas de final        |                       |        | Semifinais     | Semifinais     |  |  | Final                   | Final |
|  |                          |                         |                       |        |                |                |  |  |                         |       |
|  | 21 de agosto – Pireu     |                         |                       |        |                |                |  |  |                         |       |
|  |                          |                         |                       |        |                |                |  |  |                         |       |
|  | Mali                     | 0                       |                       |        |                |                |  |  |                         |       |
|  | Mali                     | 0                       | 24 de agosto – Pireu  |        |                |                |  |  |                         |       |
|  | Itália (pro)             | 1                       |                       |        |                |                |  |  |                         |       |
|  | Itália (pro)             | 1                       | Itália                | 0      |                |                |  |  |                         |       |
|  | 21 de agosto – Patras    |                         | Itália                | 0      |                |                |  |  |                         |       |
|  |                          | Argentina               | 3                     |        |                |                |  |  |                         |       |
|  | Argentina                | Argentina               | 3                     | 4      |                |                |  |  |                         |       |
|  | Argentina                |                         | 28 de agosto – Atenas | 4      |                |                |  |  |                         |       |
|  | Costa Rica               | 0                       |                       |        |                |                |  |  |                         |       |
|  | Costa Rica               | 0                       | Argentina             | 1      |                |                |  |  |                         |       |
|  | 21 de agosto – Heraclião |                         | Argentina             | 1      |                |                |  |  |                         |       |
|  |                          | Paraguai                | 0                     |        |                |                |  |  |                         |       |
|  | Iraque                   | Paraguai                | 0                     | 1      |                |                |  |  |                         |       |
|  | Iraque                   | 24 de agosto – Salónica |                       | 1      |                |                |  |  |                         |       |
|  | Austrália                | 0                       |                       |        |                |                |  |  |                         |       |
|  | Austrália                | 0                       | Iraque                | 1      | Terceiro lugar | Terceiro lugar |  |  |                         |       |
|  | 21 de agosto – Salónica  |                         | Iraque                | 1      | Terceiro lugar | Terceiro lugar |  |  |                         |       |
|  |                          | Paraguai                | 3                     |        |                |                |  |  |                         |       |
|  | Paraguai                 | Paraguai                | 3                     | 3      | Itália         | 1              |  |  |                         |       |
|  | Paraguai                 |                         |                       | 3      | Itália         | 1              |  |  |                         |       |
|  | Coreia do Sul            | 2                       |                       | Iraque | 0              |                |  |  |                         |       |
|  | Coreia do Sul            | 2                       |                       |        | 0              |                |  |  |                         |       |
|  |                          |                         |                       |        |                |                |  |  | 27 de agosto – Salónica |       |
|  |                          |                         |                       |        |                |                |  |  |                         |       |

### Quartas de final
| 21 de agosto de 2004 | Mali | 0 – 1 (pro) | Itália    | Estádio Karaiskákis, Pireu                 |
| 18:00                |      | Relatório   | Bovo 116' | Público: 27,543 Árbitro: PAR Carlos Torres |

| 21 de agosto de 2004 | Iraque          | 1 – 0     | Austrália | Estádio Pankritio, Heraclião               |
| 18:00                | E. Mohammed 64' | Relatório |           | Público: 10,023 Árbitro: GUA Carlos Batres |

| 21 de agosto de 2004 | Argentina                         | 4 – 0     | Costa Rica | Estádio Pampeloponnisiako, Patras          |
| 21:00                | Delgado 24' · Tévez 43', 82', 83' | Relatório |            | Público: 9,292 Árbitro: GRE Kyros Vassaras |

| 21 de agosto de 2004 | Paraguai                       | 3 – 2     | Coreia do Sul               | Estádio Kaftanzoglio, Tessalônica             |
| 21:00                | Bareiro 19', 71' · Cardozo 61' | Relatório | Lee Chun-soo 74', 79' (pen) | Público: 4,080 Árbitro: ITA Massimo De Santis |

### Semifinal
| 24 de agosto de 2004 | Itália | 0 – 3     | Argentina                                     | Estádio Olímpico, Atenas                      |
| 18:30                |        | Relatório | Tévez 16' · L. González 69' · M. González 84' | Público: 30,910 Árbitro: MEX Benito Archundia |

| 24 de agosto de 2004 | Iraque     | 1 – 3     | Paraguai                       | Estádio Kaftanzoglio, Tessalônica       |
| 21:00                | Farhan 83' | Relatório | Cardozo 17', 34' · Bareiro 68' | Público: 6,213 Árbitro: FRA Éric Poulat |

### Disputa pelo bronze
| 27 de agosto de 2004 | Itália       | 1 – 0     | Iraque | Estádio Kaftanzoglio, Tessalônica           |
| 20:30                | Gilardino 8' | Relatório |        | Público: 5,203 Árbitro: URU Jorge Larrionda |

### Final
| 28 de agosto de 2004 | Argentina | 1 – 0     | Paraguai | Estádio Olímpico, Atenas                    |
| 10:00                | Tévez 18' | Relatório |          | Público: 41,116 Árbitro: GRE Kyros Vassaras |

## Classificação final
| Pos.              | Equipe                  | PG | J | V | E | D | GP | GC | SG  |
| ----------------- | ----------------------- | -- | - | - | - | - | -- | -- | --- |
| Medalha de ouro   | ARG Argentina           | 18 | 6 | 6 | 0 | 0 | 17 | 0  | +17 |
| Medalha de prata  | PAR Paraguai            | 12 | 6 | 4 | 0 | 2 | 12 | 9  | +3  |
| Medalha de bronze | ITA Itália              | 10 | 6 | 3 | 1 | 2 | 7  | 8  | –1  |
| 4                 | IRQ Iraque              | 9  | 6 | 3 | 0 | 3 | 9  | 8  | +1  |
| 5                 | MLI Mali                | 5  | 4 | 1 | 2 | 1 | 5  | 4  | +1  |
| 6                 | KOR Coreia do Sul       | 5  | 4 | 1 | 2 | 1 | 8  | 8  | 0   |
| 7                 | AUS Austrália           | 4  | 4 | 1 | 1 | 2 | 6  | 4  | +2  |
| 8                 | CRC Costa Rica          | 4  | 4 | 1 | 1 | 2 | 4  | 8  | –4  |
| 9                 | GHA Gana                | 4  | 3 | 1 | 1 | 1 | 4  | 4  | 0   |
| 10                | MAR Marrocos            | 4  | 3 | 1 | 1 | 1 | 3  | 3  | 0   |
| 10                | MEX México              | 4  | 3 | 1 | 1 | 1 | 3  | 3  | 0   |
| 12                | TUN Tunísia             | 4  | 3 | 1 | 1 | 1 | 4  | 5  | –1  |
| 13                | JPN Japão               | 3  | 3 | 1 | 0 | 2 | 6  | 7  | –1  |
| 14                | POR Portugal            | 3  | 3 | 1 | 0 | 2 | 6  | 9  | –3  |
| 15                | GRE Grécia              | 1  | 3 | 0 | 1 | 2 | 4  | 7  | –3  |
| 16                | SCG Sérvia e Montenegro | 0  | 3 | 0 | 0 | 3 | 3  | 14 | –11 |

## Artilharia
8 gols (1)
- ARG Carlos Tévez

5 gols (1)
- PAR José Cardozo

4 gols (3)
- ITA Alberto Gilardino
- MLI Tenema Ndiaye
- PAR Fredy Bareiro

3 gols (1)
- AUS John Aloisi